# Presence
Presence (с англ. — «Присутствие») — седьмой студийный альбом британской рок-группы Led Zeppelin, выпущенный 31 марта 1976 года на лейбле Swan Song.

## Об альбоме
Запись происходила в ноябре-декабре 1975 года в городе Малибу, штат Калифорния, в трудное время для группы, когда Роберт Плант излечивался от серьёзных травм, полученных в автокатастрофе на греческом острове Родос в августе того же года, и находился в инвалидном кресле. Альбом был записан в рекордно короткий срок (около 18 дней), из-за чего музыкантам приходилось работать по 18—20 часов в сутки. Окончательное сведение закончилось 27 ноября.
Джимми Пейдж впоследствии вспоминал:

Это было особенно изнурительно, потому что никто больше не приносил песенных идей. Пришлось мне придумывать все эти риффы: именно поэтому Presence насыщен такой гитарной тяжестью. Но я никого не виню. Мы все находились в унынии… Наше настроение идеально подытоживал текст «Tea For One» <...> Как только группа заканчивала записываться, мы с звукоинженером Кейтом Харвудом начинали микшировать, пока не падали и не засыпали. Потом тот, кто просыпался первым, будил второго и мы продолжали работать, пока снова не вырубались.— "Guitar World", 1998
Он также рассказывал, что мог бы потребовать от записывающей компании больше времени на работу, но… «не хотел, чтобы все тянулось бесконечно. Обстоятельства были таковы, что я чувствовал: если дело затянется, может прокрасться негативный, разрушительный элемент. Эта спешка позволила нам создать интересный альбом».
Альбом получил смешанные отзывы от критиков и стал одним из самых малопродаваемых альбомов группы. Тем не менее, своим любимым альбомом группы Пейдж называл Presence, — «возможно потому, что он был записан при почти невозможных обстоятельствах».

### Обложка
Группа принимала участие в обсуждении дизайна конверта пластинки, но к тому моменту, как работа над оформлением обложки должна была идти полным ходом, они ещё и название для альбома не придумали. Насколько я помню, название появилось уже после того, как дизайн был готов. Они попросили нас изменить форму верхушки этого предмета с двухмерного на трёхмерный. Наброски первоначального дизайна были сделаны карандашом, но то, что получилось в итоге, — гораздо лучше, более определенно, что ли…
На самом деле, если вы будете искать во всем этом какой-то тайный смысл, то впустую потратите своё время — никакого подтекста здесь нет. Думаю, именно поэтому пластинка и была названа «Присутствие»: группа, похоже, чувствовала, что сам факт их присутствия настолько значим сам по себе, что и любого отсутствия какого-либо визуального присутствия уже более чем достаточно, чтобы понять, что к чему.
— Сторм Торгесон

## Список композиций
Слова и музыка всех песен — Джимми Пейдж и Роберт Плант, кроме отмеченных.
| №  | Название                                     | Длительность |
| -- | -------------------------------------------- | ------------ |
| 1. | «Achilles Last Stand»                        | 10:30        |
| 2. | «For Your Life»                              | 6:21         |
| 3. | «Royal Orleans» (Бонэм, Джонс, Пейдж, Плант) | 2:59         |

| №  | Название                  | Длительность |
| -- | ------------------------- | ------------ |
| 4. | «Nobody's Fault but Mine» | 6:16         |
| 5. | «Candy Store Rock»        | 4:08         |
| 6. | «Hots On for Nowhere»     | 4:44         |
| 7. | «Tea for One»             | 9:23         |

Deluxe edition bonus disc
| №                   | Название                                                        | Длительность |
| ------------------- | --------------------------------------------------------------- | ------------ |
| 1.                  | «Two Ones Are Won» ("Achilles Last Stand"; reference mix)       | 10:28        |
| 2.                  | «For Your Life» (reference mix)                                 | 6:28         |
| 3.                  | «10 Ribs & All/Carrot Pod Pod» (reference mix; Jones and Page)  | 6:49         |
| 4.                  | «Royal Orleans» (reference mix; Bonham, Jones, Page, and Plant) | 3:00         |
| 5.                  | «Hots On for Nowhere» (reference mix)                           | 4:44         |
| Общая длительность: | Общая длительность:                                             | 31:32        |

## Чарты и сертификации

### Чарты
| Чарт(1976)                                | Позиция       |
| ----------------------------------------- | ------------- |
| Australian Kent Music Report Albums Chart | 4             |
| Canadian RPM Top 100 Albums Chart         | 16            |
| Danish Albums Chart                       | 13            |
| French Albums Chart                       | 5             |
| Italian Albums Chart                      | 15            |
| Japanese Albums Chart                     | 2             |
| New Zealand Top 50 Albums Chart           | 8             |
| Norwegian Albums Chart                    | 4             |
| Spanish Albums Chart                      | 7             |
| Swedish Albums Chart                      | 8             |
| UK Albums Chart                           | 1             |
| US Billboard 200 Albums Chart             | 1             |
| West German Albums Chart                  | 27            |
| Chart (2015)                              | Peak position |
| Swiss Albums Chart                        | 9             |

### Сертификации
| Регион                                                      | Сертификация  | Продажи    |
| ----------------------------------------------------------- | ------------- | ---------- |
| Великобритания (BPI)                                        | Платиновый    | 300 000^   |
| США (RIAA)                                                  | 3× Платиновый | 3 000 000^ |
| ^ Данные о тиражах приведены только на основе сертификации. |               |            |

## Участники записи
- Джимми Пейдж — электрогитара, продюсер
- Роберт Плант — вокал, губная гармошка
- Джон Пол Джонс — бас-гитара
- Джон Бонэм — барабаны, перкуссия
- Питер Грант — исполнительный продюсер
- Кит Харвуд — звукоинженер, сведение
- Джереми Джи — звукоинженер
- Джордж Харди — дизайн обложки
- Hipgnosis — дизайн обложки

## Дополнительные факты
- По свидетельству Пейджа, работая над «Tea for One», группа «держала в голове» «Since I've Been Loving You» с Led Zep III[24].